# Kwiaty małej Idy
Kwiaty małej Idy, także Kwiaty Idalki (duń. Den lille Idas Blomster) – baśń literacka autorstwa Hansa Christiana Andersena, wydana po raz pierwszy w 1835 roku.

## Publikacja
Baśń o Kwiatach małej Idy została opublikowana przez wydawnictwo C.A. Reitzel w Kopenhadze 8 maja 1835 roku w zbiorze „Bajki opowiedziane dla dzieci. Pierwsza kolekcja. Pierwsza broszura. 1835” (duń. Eventyr, fortalte for Børn. Første Samling. Første Hefte. 1835) wraz z Małym Klausem i dużym Klausem, Księżniczką na ziarnku grochu oraz Krzesiwem.
Andersen często odwiedzał dom Justa Mathiasa Thiele, gdzie poznał jego córkę, Idę Thiele (1830–1863). Thiele, który był sekretarzem Akademii Sztuk Pięknych, mieszkał w Charlottenborgu, niedaleko ogrodu botanicznego w Kopenhadze. Ida lubiła kwiaty i rysowanie, co mogło być inspiracją do napisania baśni. Zainteresowanie pisarza tematami dzieciństwa i wyobraźni, znalazło odzwierciedlenie w jego twórczości. Baśń łączy elementy fantazji, takie jak tańczące kwiaty, z realiami życia codziennego, co sugeruje, że Andersen chciał pokazać, jak dzieci radzą sobie z trudnymi tematami, takimi jak przemijanie i śmierć. Baśń zachęca do kreatywnego myślenia i akceptacji naturalnych procesów, takich jak więdnięcie kwiatów, co może pomóc dzieciom w radzeniu sobie z żałobą. Czytanie lub słuchanie baśni może wyrabiać zdolność do intuicyjnego podejścia do wielkich kwestii egzystencjalnych, w tym przypadku śmierci. Wiara wymaga swobodnego użycia wyobraźni.
Baśń uczy nazw kwiatów. Wymienione rośliny kwiatowe to: róża, konwalia, stokrotka, fiołek, hiacynt, krokus, tulipan, lilia, goździk, mak, piwonia, pierwiosnek, złocień, rezeda, groszek pachnący, bławatek i bratek. W tekście jest też mowa o bzie i pokrzywie.

## Polskie tłumaczenia
- 1892 – „Kwiaty małej Idy”; anonimowe tłum. w antologii Bajki i opowiadania, wydane w Warszawie.
- 1899 – „Kwiaty Idalki”; Cecylia Niewiadomska (tłum.): Baśnie. Warszawa: Gebethner i Wolff, s. 1-11. [dostęp 2025-04-01].
- 2006 – „Kwiaty małej Idy”; Bogusława Sochańska (tłum.): Baśnie i opowieści. Poznań: Media Rodzina. ISBN 978-83-7278-194-9. Brak numerów stron w książce

## Fabuła
Idalka zauważa, że jej piękne kwiaty zupełnie zwiędły i pyta Fredzia, dlaczego tak się stało. Fredzio, student siedzący na sofie, wyjaśnia, że kwiaty są zmęczone, bo były w nocy na balu. Idalka dziwi się, bo nie wierzy, że kwiaty potrafią tańczyć. Fredzio przekonuje ją, że co noc urządzają bale, gdy ludzie śpią. Opowiada, że na takich balach bywają też dziecięce kwiaty, jak pączki róż czy stokrotki. Dodaje, że bale odbywają się w zamku królewskim za miastem, w ogrodzie pełnym kwiatów. Idalka wspomina, że była tam z mamą, ale nie widziała kwiatów, bo jest jesień. Fredzio tłumaczy, że kwiaty uciekają do zamku, gdzie róże są królem i królową, a inne tańczą. Idalka pyta, czy ktoś im na to pozwala, a Fredzio mówi, że nikt o tym nie wie, bo kwiaty chowają się przed burgrabią. Idalka zachwyca się tą historią i chce to zobaczyć na własne oczy. Fredzio sugeruje, że kwiaty z ogrodu botanicznego też mogą tam latać, bo niektóre zamieniają się w motyle. Idalka jest zdumiona i zastanawia się, jak kwiaty się porozumiewają. Fredzio wyjaśnia, że robią to znakami, kiwając listkami, co rozumie nawet profesor botaniki. Stary radca, który nie lubi Fredzia, krytykuje te opowieści jako brednie. Idalka jednak woli wierzyć Fredziowi i wciąż myśli o tańczących kwiatach. Budzi lalkę Zosię, kładzie kwiaty na poduszce, zasłania zasłony, by dać im odpocząć.
Nocą dziewczynka słyszy cichą muzykę fortepianu, myśli, że to bal kwiatowy. Nie myli się. Tańczą nawet jej chore kwiaty. Prym wiedzie kominiarczyk z karnawałową rózgą. Lalka Zosia wyskakuje z szuflady, pyta, czy jest bal, ale czuje się ignorowana. Potem zostaje wciągnięta do zabawy. Kwiaty proszą Zosię, o przekazanie Idalce, że chcą być pochowane w ogrodzie, by móc obudzić się jeszcze piękniejsze latem. Rano Idalka wypomina lalce, że nie przekazuje wiadomości. Dziewczynka całuje kwiaty na pożegnanie, kładzie je do dołu, a kuzynowie Janek i Stefan strzelają z łuków.

## Adaptacje
- 1979 – Kwiaty małej Idy, krótkometrażowy film aktorsko-animowany w reżyserii Janusza Galewicza[6][7]
- 2004 – Pan Andersen opowiada, duńsko-brytyjsko-niemiecki serial animowany (odcinek 1 – Lille Idas blomster)[8][9]